# Tintnice
Tintnice (znanstveno ime Coprinus) so rod gliv iz družine kukmark (Agaricaceae). 
Ime Coprinus izvira iz nove latinščine oziroma grščine: koprinos, "iz gnoja", kar se nanaša na življenjski prostor nekaterih vrst.
Do leta 2001, je bil rod tintnic sestavljen iz vseh vrst, katerih lističi se ob dozorevanju prično topiti od roba proti temenu. Pri tem od roba kaplja črn sok, nasičen s številnimi črnimi trosi. Trosov v tem primeru ne raznaša veter, po barvi in obliki pa tekočina spominja na tinto, po kateri je rod dobil ime. Kasneje so molekularno filogenetske raziskave pokazale, da je velika tintnica (Coprinus comatus) le bližnja sorodnica ostalih vrst iz rodu Coprinus, in spada v družino kukmark (Agaricaceae), ostale pa med strniščarke  (Psathyrellaceae). Ker je velika tintnica tipska vrsta rodu, so ime tintnice obdržale le njene bližnje sorodnice.
Večina ostalih vrst, ki so bile v preteklosti uvrščene v rod tintnic (Coprinus), so danes razvrščene v rodove tintovci (Coprinellus), tintovke (Coprinopsis) ter črnilovke (Parasola). Vse te glive pa se opisujejo z imenom koprinoidne glive.
Rodove je težko ločevati med seboj brez opazovanja mikroskopskih značilnosti, ena od pomembnih značilnosti tintnic je, da imajo pogosto na klobuku in betu ostanke zastirala.

## Seznam tintnic Slovenije[5][6]
| znanstveno ime         | slovensko ime         |
| ---------------------- | --------------------- |
| Coprinus clavatus      | kijasta tintnica      |
| Coprinus comatus       | velika tintnica       |
| Coprinus giganteoporus | velikotrosna tintnica |
| Coprinus rufopruinatus | rožnatorjava tintnica |
| Coprinus vosoustii     | Vošoustova tintnica   |